# Xã Odin, Quận Watonwan, Minnesota
Xã Odin (tiếng Anh: Odin Township) là một xã thuộc quận Watonwan, tiểu bang Minnesota, Hoa Kỳ. Năm 2010, dân số của xã này là 170 người.